# Корчагин, Павел Петрович
Па́вел Петро́вич Корча́гин (26 августа 1953, Москва) — деятель советского и российского телевидения, журналист, продюсер. Председатель совета директоров телевизионной продюсерской компании «Студия 2В», генеральный директор некоммерческого партнёрства «Комитет индустриальных телевизионных премий» (2013—2015), генеральный продюсер МТРК «Мир» (с 2018 года). Один из организаторов знаменитых телемостов, включая Ленинград — Сиэтл и Ленинград — Бостон с Филом Донахью и Владимиром Познером в 1985 и 1986 годах. Лауреат двух международных телевизионных премий «Эмми».

## Биография
- 1975 — окончил филологический факультет Пермского государственного университета. Через год стал редактором Главного управления внешних сношений Гостелерадио СССР.
- 1986—1991 — соавтор и соведущий телевизионного публицистического цикла «Московский меридиан» — первой регулярной советской телепрограммы на кабельном ТВ США.
- 1988 — принимал активное участие в первой официальной продаже рекламного времени на 1-й программе ЦТ компаниям Sony, Visa и PepsiCo[1], став одним из инициаторов перехода телевидения на самоокупаемость за счет продажи рекламного времени.
- 1990 — пришел работать в Агентство печати «Новости» обозревателем.
- В июле 1991 года стал координатором отдела спецпроектов образованного телеканала «РТР» ВГТРК[2]. Вместе с Сергеем Подгорбунским и Оганесом Соболевым участвовал в приобретении для канала сериала «Санта-Барбара»[3][4]. Также приложил руку к созданию и запуску популярного телесериала «Улицы разбитых фонарей» («Менты»)[4][5].
- 1993—1994 — первый президент компании Video International.
- 1994—1995 — директор продюсерского центра ВГТРК. Вернулся в компанию по приглашению Олега Попцова[6].
- 1996—1998 — первый заместитель генерального директора телеканала СТС[7].
- 1998 — медиамагнат Владимир Гусинский предложил Корчагину и его коллеге Сергею Скворцову создать новую телесеть. Так появился телеканал ТНТ[8].
- 1999—2001 — генеральный директор телеканала ТНТ[9].
- 2001—2002 — первый заместитель генерального директора ЗАО «МНВК» (ТВ-6)[10], исполнительный директор ТВ-6[11].
- 2002—2003 — заместитель генерального директора, главный продюсер телеканала РТР (позже — «Россия»)[12][13].
- 2003—2014 — генеральный директор «Студии 2В».
- С 15 ноября 2013 года[14][15] по 10 февраля 2015 года[16] — генеральный директор некоммерческого партнёрства «Комитет индустриальных телевизионных премий», являющегося с 2014 года организатором национального телевизионного конкурса «ТЭФИ»[17].
- С 2015 года — председатель совета директоров «Студии 2В».
- С 2018 года — генеральный продюсер Межгосударственной телерадиокомпании «Мир» (МТРК «Мир»)[18].

## Общественная деятельность
- Действительный член Международного совета Академии телевизионных наук и искусств США.
- С августа 2007 года[19] по ноябрь 2013 года[20] — председатель Гильдии создателей развлекательных программ и ток-шоу.
- С 17 декабря 2007 года[21][22] по 14 ноября 2013 года[14][15][20] — вице-президент по проведению Национального телевизионного конкурса и торжественной церемонии «ТЭФИ», председатель правления Академии российского телевидения.

## Награды
- Благодарность Президента Российской Федерации (8 августа 2022 года) — за заслуги в развитии средств массовой информации и многолетнюю добросовестную работу[23]
- Лауреат двух международных премий «Эмми» за проведение первых космических телемостов.
- Лауреат специальной премии Московского международного кинофестиваля.

## Личная жизнь
Имеет двоих детей.

## Книги
Соавтор (вместе с С. Скворцовым) книги об истории телевидения последних 30 лет — «В СССР секс был! Как мы строили телемосты».